# Szenttamás (Esztergom)

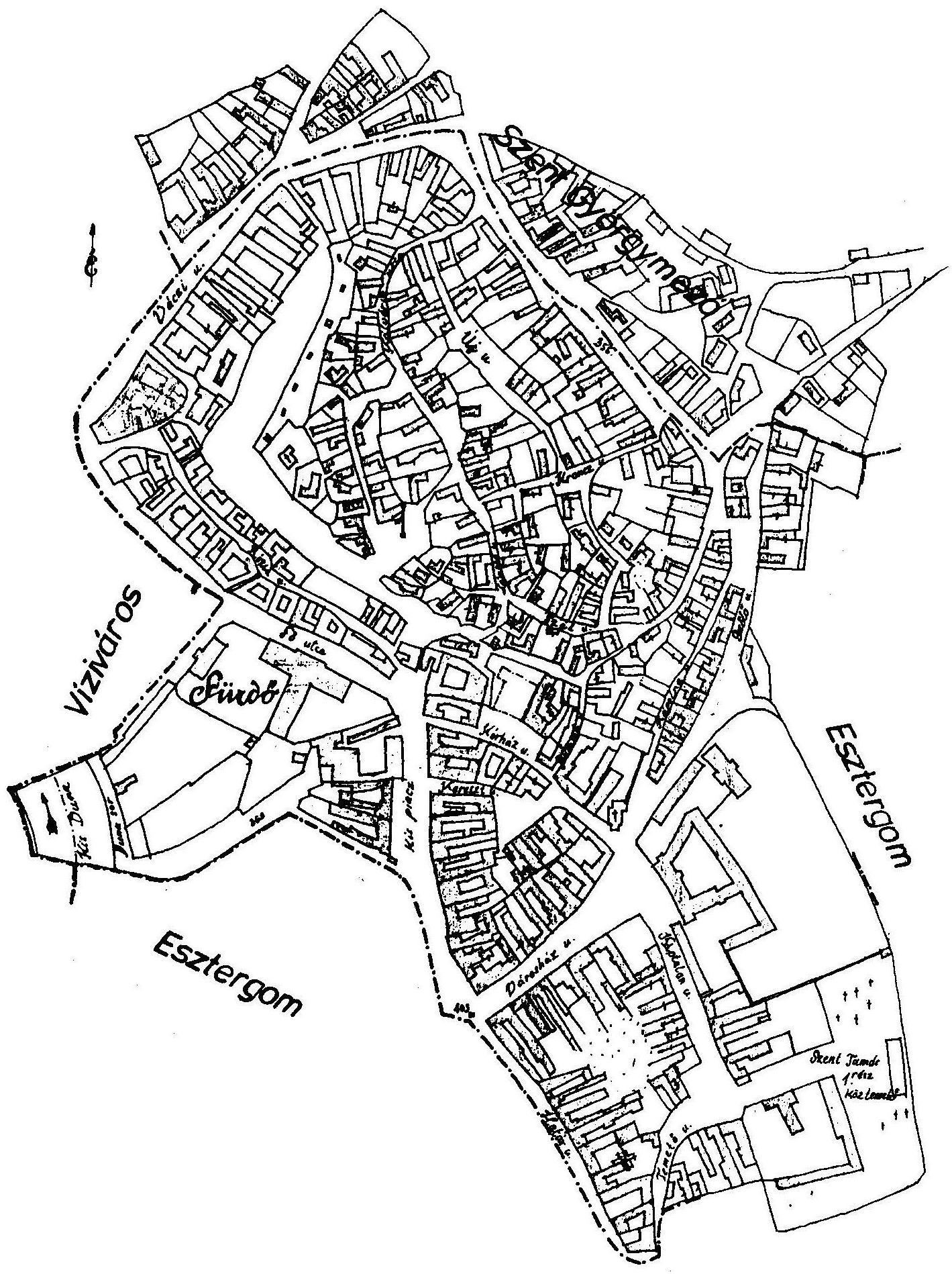
Szenttamás nagyközség 1886-ban

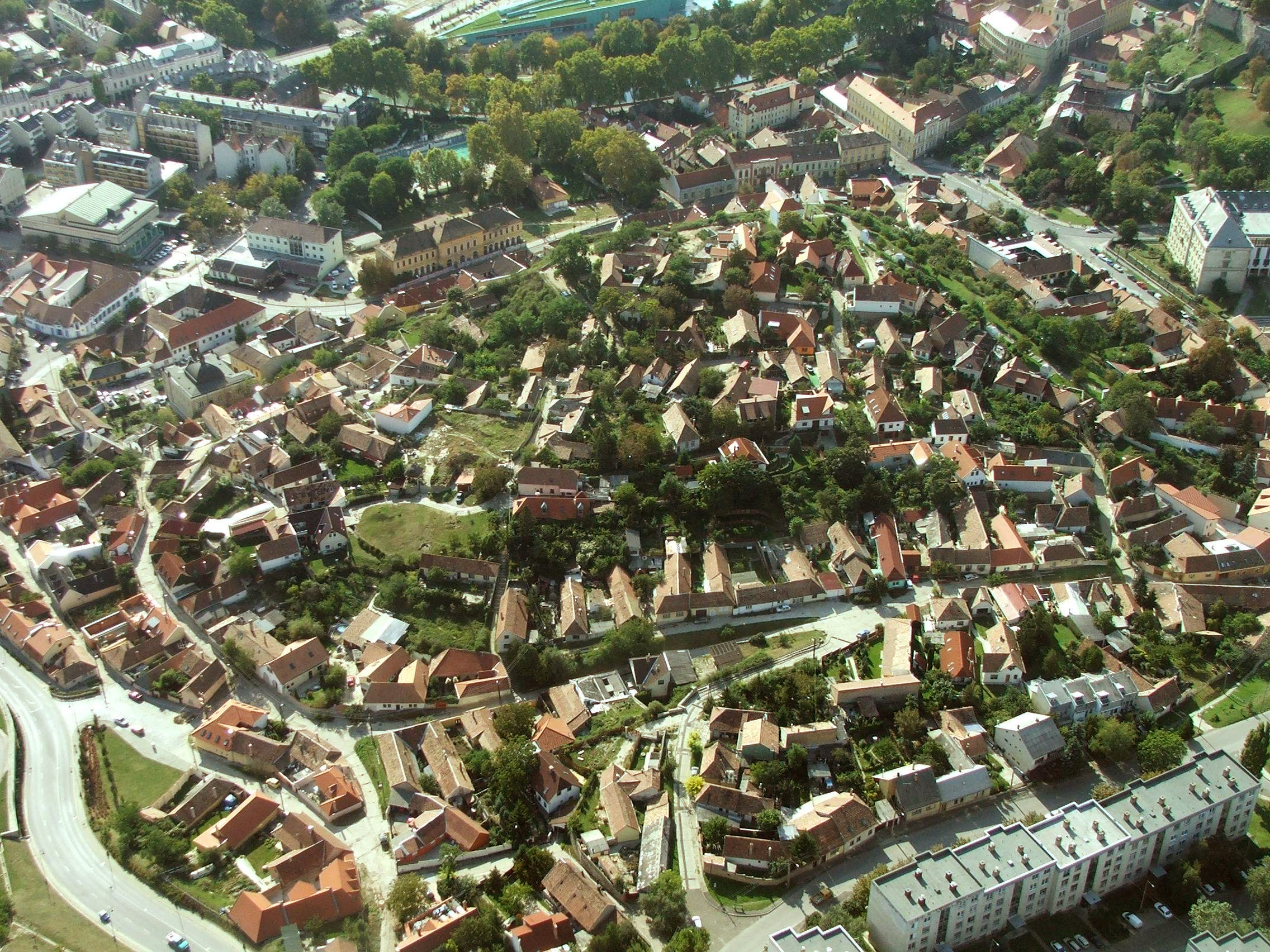
A Szent Tamás-hegy

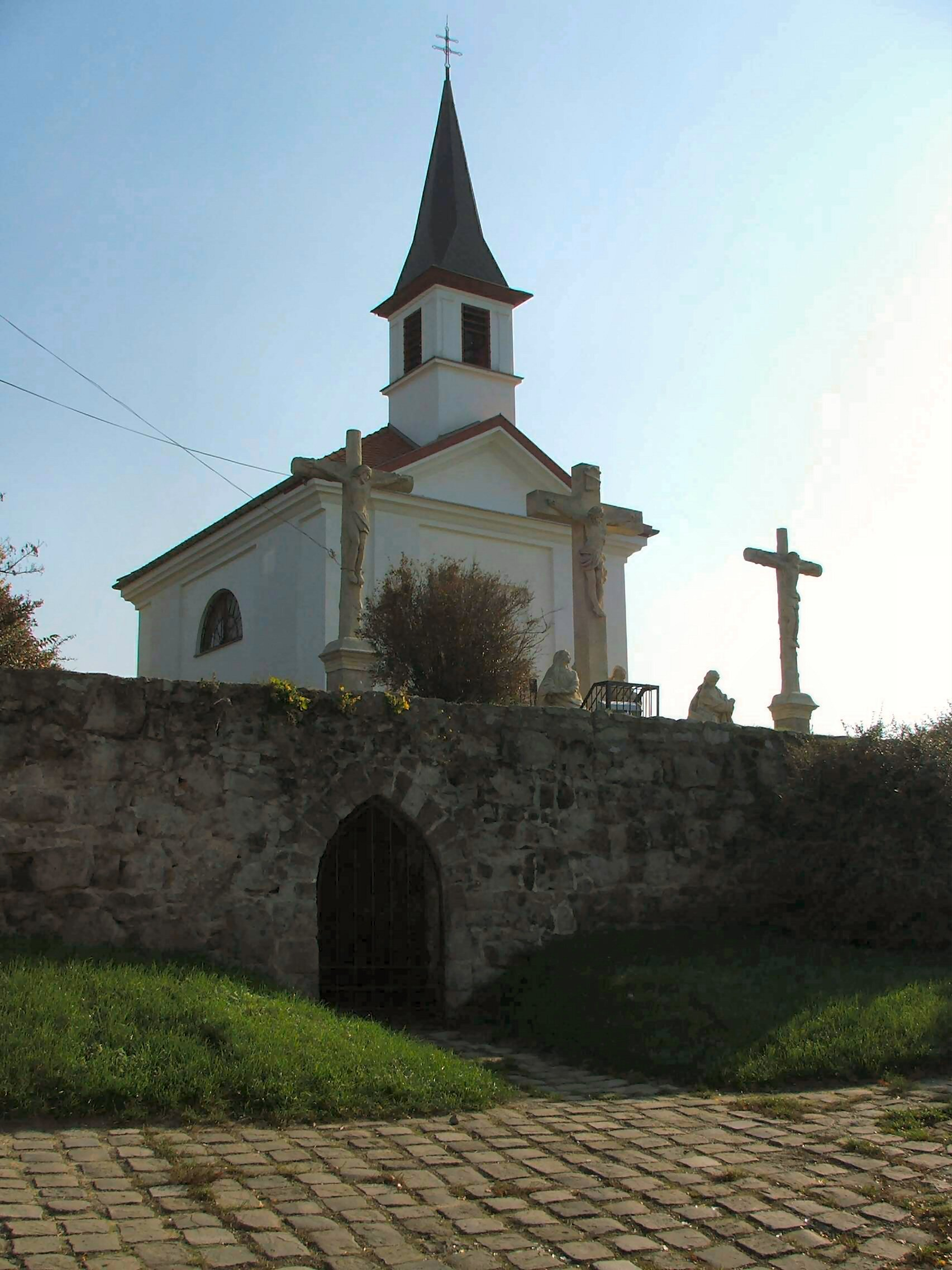
Kápolna a Szent Tamás hegyen, 2005

Szenttamás Esztergom városrésze, 1895 előtt önálló nagyközség, utána Esztergom II. kerülete lett. Nevét Becket Tamás, canterburyi érsekről kapta, akivel Bánfi Lukács esztergomi érsek az 1150-es években Párizsban együtt tanult. A városrész lakónépessége 2001-ben 750 fő volt.

## Története
A régi Esztergomtól (vagy királyi várostól) északra fekszik. Az 1895 előtti Szenttamás nagyközség területe magában foglalta a mai Hévíz, Örmény, Libád városrészeket, illetve Szentanna és Aranyhegy egyes részeit is.
A Szent Tamás-hegy lábánál termálforrások által táplált melegvizű tó volt. Az itt fakadó meleg forrásokra Antiochiai Anna királyné alapította meg az ország első közfürdőjét. A fürdőt IV. Béla király a johannitáknak adományozta 1238-ban, akik mellette templomot és ispotályt építettek. Amikor a törökök Esztergom várát ostromolták, a Szent Tamás hegyről lőtték a várat, mivel ez egy magas a Várheggyel. Éppen ezért a hegyet többször is tervezték elhordani. Hajdan itt prépostság állt, mely utóbb az érseki káptalanba olvadt, és épületeit a törökök erősségnek alakították át. Uralmuk idején a törökök és rácok lakták. Az 1595-ben készült metszetek szabálytalan ötszög alakú palánkvárat ábrázolnak, ami egy ágyúütegnek adott helyet. A törökök kiűzése után elnéptelenedett.1699-ben az akkori Canonica Visitatio szerint már külön település van itt. A palánkvárat 1730-ban a császári várparancsnok leromboltatta, ezután a metszetek lakott települést nem mutatnak a helyén, de 1756-ra már megjelentek a mai településszerkezet fő vonalai. A bazilika építésekor kézművesekkel és mesteremberekkel települt be, ekkor épült kápolnája is. Az 1838-as térkép szerint házai átlagosan 5×10 méteresek voltak, ekkortájt rögzültek a mai telekhatárok is.
1840-ben lecsapolták a Hévíz-tavat, a forrásokat kiboltozták, vizüket vezetékesen csatlakoztatták a vízimalomhoz. A Hévíz-tó helyén 1600 vörösfenyő cölöpre épült a vidék első szállója, a klasszicista Fürdő Szálló, amiben többek között Kossuth Lajos és Széchenyi István is megszállt. A hotel helyén régen keserűvízforrások folytak, mára azonban ezek nem láthatóak. A Szent Tamás-hegyen található a kálvária, ami nem a hagyományos tizennégy stációból áll, hanem különböző korokban készült domborművekből és szobrokból.
1840-ig nem működött iskola a településen. A helyieknek a szomszédos települések iskoláiba kellett beiratkozniuk. Iskolát akkor alapítottak, amikor Rosenbach Jakab Vince főegyházmegyei pap vagyonát egy felállítandó népiskolára hagyta. Kezdetben egy teremben folyt az oktatás. 1865-től a lányok oktatása az irgalmas nővérek vízivárosi épületébe került. 1893-ban bővítették az épületet egy második tanteremmel. 1891-ben 278 háza és 2544 magyar lakosa volt a településnek. A városháza a jelenlegi megyei levéltár főépületében működött a mai Vörösmarty, akkori nevén városház utcában.
1895-ben csatolták Esztergomhoz, a községi temetőt 1924-ben felszámolták, helyét részlegesen beépítették. 1926-ban az utcák görgetegkő-burkolatot kaptak, és vízvezetékkel látták el a városrészt, bár a lakosságot jóformán udvari vízvételi lehetőséggel látták el. Ez lehet annak a magyarázata, hogy 1970-ben a lakások 22,5%-ának még mindig csak udvari csapja volt.
A hegy déli oldalán – Várnay Dezső, az esztergomi vár feltárásának egyik műszaki irányítójának tervei alapján – 1938-ban készült el az úgynevezett Szent István lépcső, hogy a városrész ebből az irányból is jól megközelíthető legyen. Ez a hatalmas szerpentinlépcső ma is meghatározza a belváros látképét.
1980-ban a Szent Tamás-hegyen 333 lakás volt, 60 százalékuk vályogból.

## Látnivalók
- A kálvária és a kápolna
- A hegy lábánál áll az esztergomi zsinagóga
- A hegy déli oldalán lévő Szent István lépcsőnek nevezett szerpentin díszkivilágítása 2006-ban valósult meg negyven millió forintból.
- A lépcsőt Antal Károly 1938-ban készült, Szent István megkoronázását ábrázoló hatalmas domborműve díszíti.
- 2009-ben egy négy méter átmérőjű napórát építettek a hegy oldalába, ami pótolja a bontásra ítélt Zöldház napóráját. Tervezte Klotz József.

## Galéria

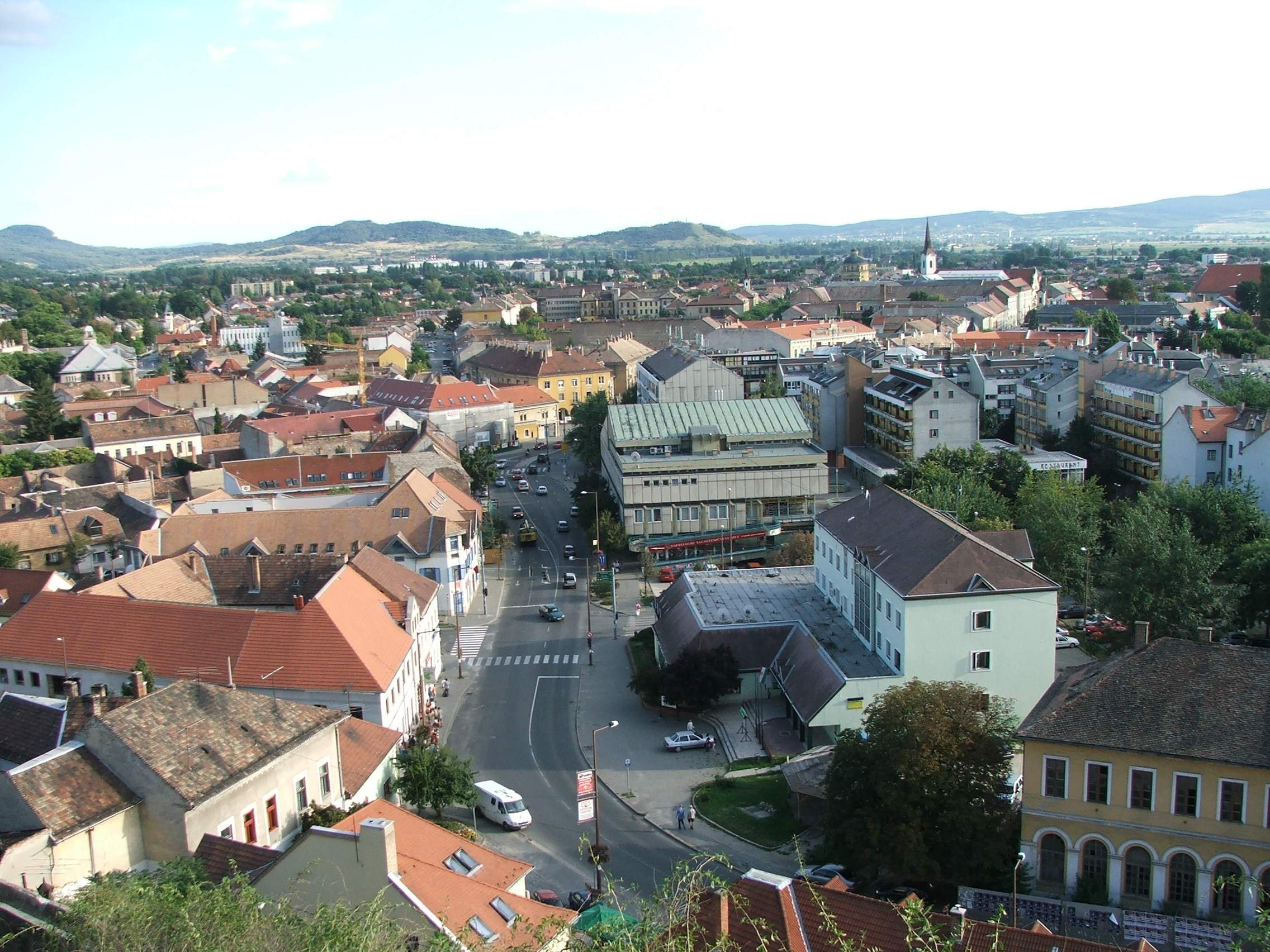
Kilátás a Szent István lépcsőről a belváros felé, jobbra a Fürdő Szálló egy részlete, 2006
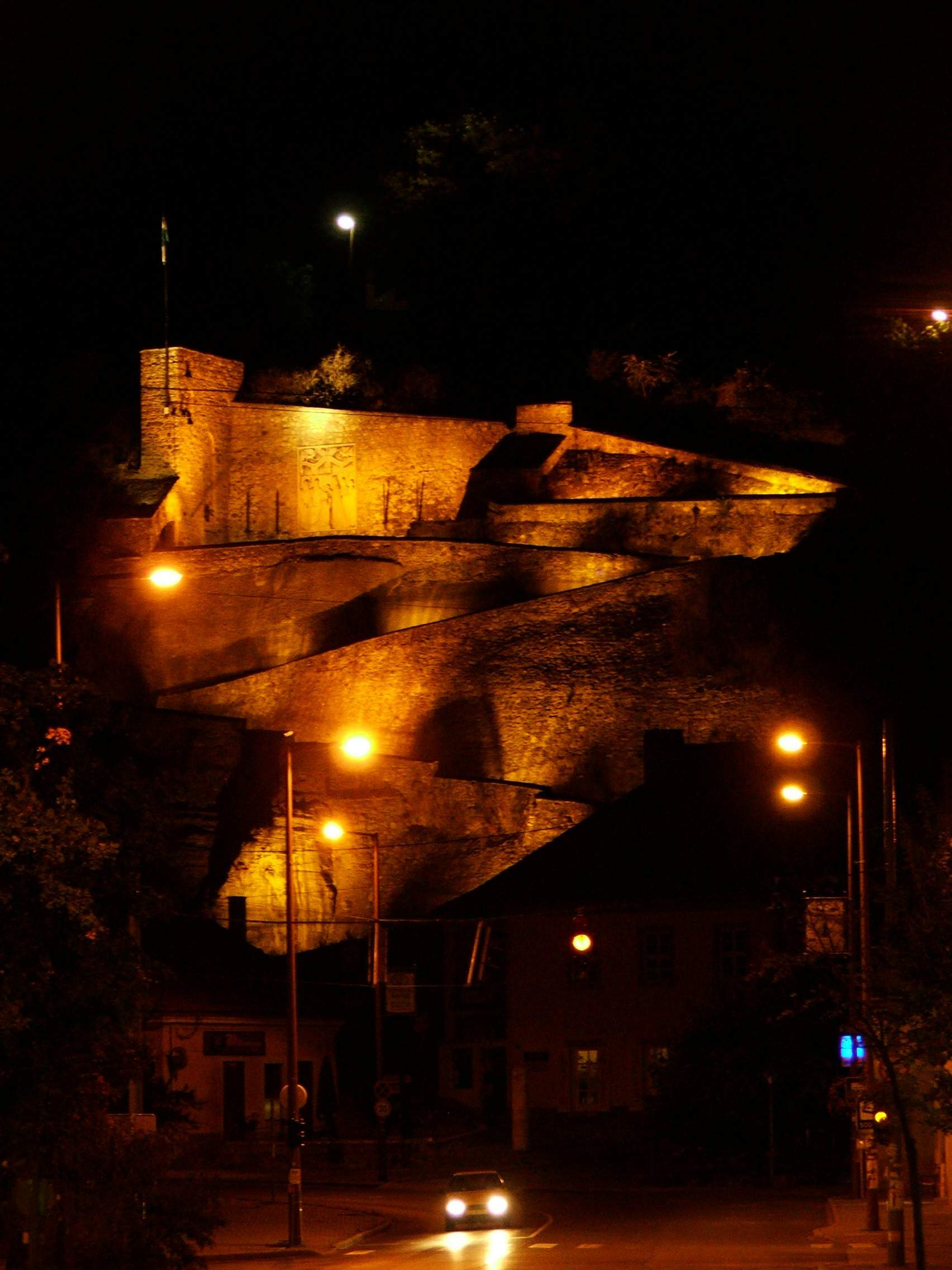
A Szent István lépcső éjjel
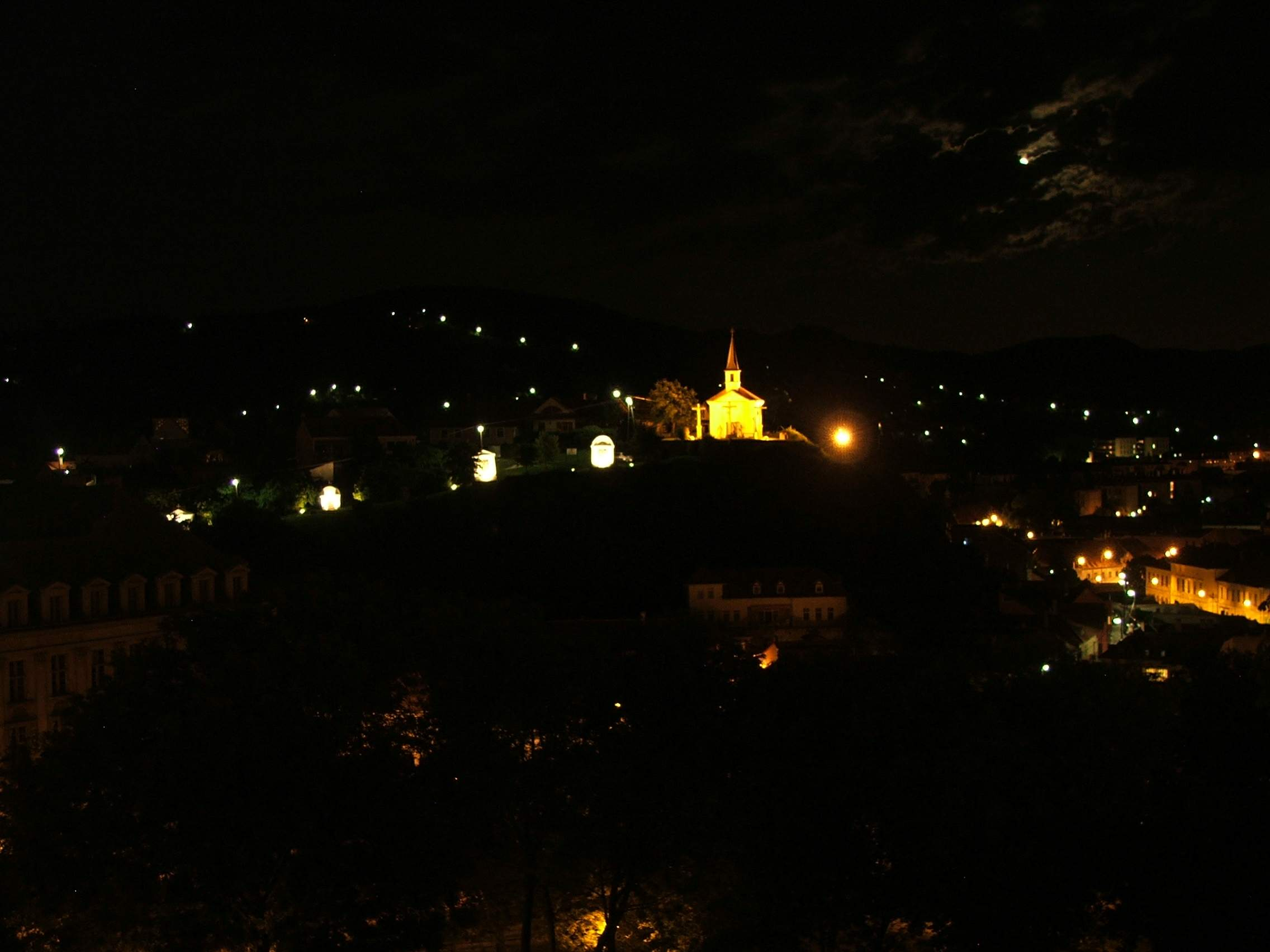
A kálvária a vár budai rondellájáról nézve